# Stvolová
Stvolová (deutsch Stwolowa, früher Stwolow) ist eine Gemeinde in Tschechien. Sie liegt sechs Kilometer nordwestlich von Letovice und gehört zum Okres Blansko.

## Geographie

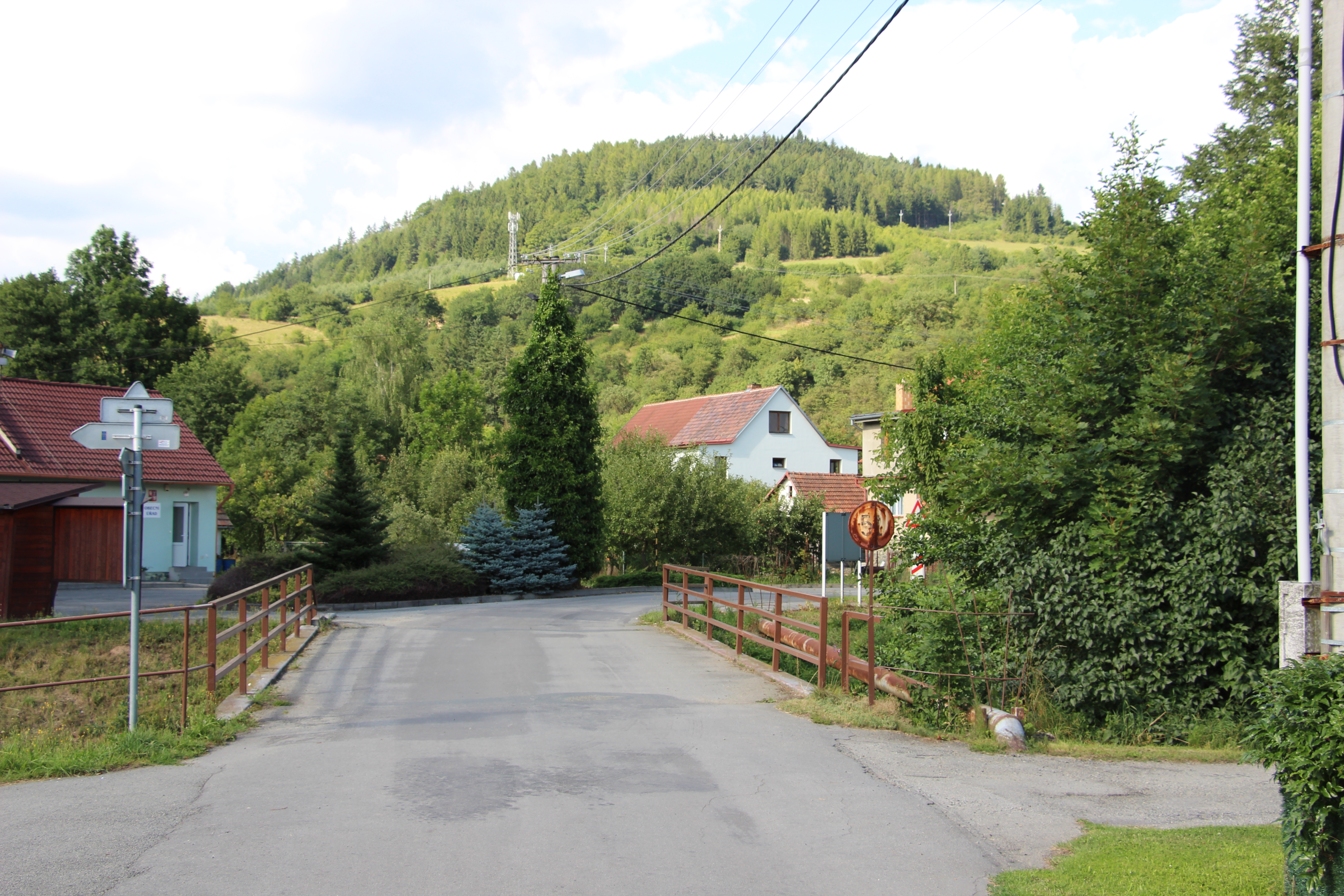
Stvolová

Stvolová befindet sich im Süden der Svitavská pahorkatina beiderseits des Flusses Svitava. Südlich erstreckt sich das Waldgebiet Ochoz. Im Nordosten erhebt sich die Budina (542 m), südöstlich der Vinohrádky (434 m) und im Nordwesten der Člup (519 m). Im östlichen Ortsrand verlaufen die Bahnstrecke Česká Třebová–Brno und die Staatsstraße I/43/E 461. Nächste Bahnstation ist Rozhraní.
Nachbarorte sind Vilémov und Rozhraní im Norden, Rumberk und Dolní Smržov im Nordosten, Skřib im Osten, Slatinka und Borová im Südosten, Skrchov, Svitavice und Lazinov im Süden, Dolní Poříčí und Vlkov im Südwesten, Horní Poříčí im Westen sowie Bohuňov, Študlov und Bradlné im Nordwesten.

## Geschichte
Die erste schriftliche Erwähnung von Stvolová erfolgte im Jahre 1320 als Besitz der Vladiken von Stvolová. Im Jahre 1406 brach nach dem Übergang der Güter von Heralt von Stvolová auf Petr von Stvolová zwischen Bohuš und Heralt von Kunstadt und Skaly eine Fehde wegen Ansprüchen aus. Im Jahre 1504 wurde Stvolová an die Herrschaft Letovice angeschlossen. 1790 errichtete der Religionsfonds die Pfarrkirche der hl. Kreuzerhöhung in Bradlné zu der auch Stvolová gepfarrt wurde. Ab 1843 erfolgte der Bau der Eisenbahn von Brünn nach Böhmisch Trübau durch die k.k. Nördliche Staatsbahn. Dabei wurde auch die Svitava zwischen Stvolová und Skrchov reguliert. Im Jahre 1849 nahm die Bahn ohne Halt in Stvolová den Betrieb auf. Bis zur Mitte des 19. Jahrhunderts war das Dorf der Herrschaft Letovice untertänig.
Nach der Aufhebung der Patrimonialherrschaften bildeten Stvolová, Skřib und Vlkov ab 1850 Ortsteile der Gemeinde Rozhraní in der Bezirkshauptmannschaft Boskovice. In Dolní Smržov wurde 1868 ein evangelischer Friedhof angelegt. 1880 entstand die Gemeinde Stvolová mit den Ortsteilen Rozhraní, Skřib, Vilémov und Vlkov. Im Jahre 1897 lösten sich Rozhraní und Vilémov los und bildeten eine eigene Gemeinde.
Mit Beginn des Jahres 1961 wurde Stvolová dem Okres Blansko zugeordnet. 1986 wurde Stvolová als Ortsteil an Letovice angeschlossen. Seit 1990 besteht die Gemeinde wieder. Im Jahre 1991 lebten im Ortsteil Stvolová 78 Menschen. Am 1. März 2001 wurden im Dorf Stvolová 80 Einwohner gezählt, die in 35 Häusern lebten. Die gesamte Gemeinde besteht heute aus 83 Häusern, von denen 48 dauerhaft zu Wohnzwecken dienen.

## Gemeindegliederung
Die Gemeinde Stvolová besteht aus den Ortsteilen Skřib (Skrib),  Stvolová (Stwolowa) und Vlkov (Wlkow), die zugleich auch Katastralbezirke bilden.

## Sehenswürdigkeiten
- Kapelle in Vlkov